# أندرو وايث
أندرو وايث (بالإنجليزية: Andrew Wyeth) (1917 -) رسام أمريكي ينتمي للمدرسة الواقعية. ربما كان أكثر الرسامين الأمريكيين شعبية في زمانه. وهو معروف بلوحاته الواقعية للناس والأماكن في أرياف بنسلفانيا ماين. وتظهر رسوم وايث مناظر ريفية غير مزدحمة تتشابه في خطوطها مع الحياة الأمريكية الأولى. وتضم أعماله صورًا لمبان قديمة بنوافذ عارية وسقوف مشققة، وقوارب متروكة على شواطئ مهجورة. وتصور هذه المناظر بقايا أنشطة سابقة أكثر من كونها إنجازات الحاضر. ويصور وايث أيضًا الناس الذين يعرفهم. وقد كشف وايث عام 1986 عن مجموعة من الأعمال التي تناولت جارة له اسمها هيليجا. وقد كانت هيليجا من أفضل موضوعات رسومه لمدة 15 عامًا.
ويرسم وايث على نمط يتبع أسلوب توماس إيكنز وينسلو هومر، وهما رسامان أمريكيان واقعيان من أواخر القرن التاسع عشر. وفي الغالب فإن أعمال وايث كثيرة التفاصيل. ويرسم وايث من خلال وسط، يسمى «الدهان البيض»، يسمح بإضفاء تفاصيل دقيقة على رسومه وتعطي صوره سطحًا ناعمًا رقيقًا. ويستخدم أيضًا طريقة تلوين مائية تسمى «الفرشاة الجافة».

## حياته
ولد وايث في شادزفورد ببنسلفانيا بولاية فيلادلفيا، وكان أبوه ن.س.وايث رسامًا قديرًا لكتب الأطفال، وقد ورث عنه أندرو مهارة الرسم، ومن الطريف أن ولد أندرو، جيمي، هو الآخر رسام.

## أعماله
من أشهر لوحاته هي لوحة عالم كريستينا، وتعتبر من أشهر الأعمال الأمريكية في القرن العشرين، وهي موجودة حاليا في متحف الفن الحديث في نيويورك. كما لوحة رائعة اسمها «الضفائر» رسمها عام 1979 لهيلغا تستورف.
" الإبداع هو السماح لنفسك بالوقوع في الأخطاء ، الفن هو معرفة أي منها تحتفظ به "
Creativity is allowing yourself to make mistakes, art is knowing which ones to keep.

## وصلات خارجية
- أندرو وايث على موقع الموسوعة البريطانية (الإنجليزية)
- أندرو وايث على موقع مونزينجر (الألمانية)
- أندرو وايث على موقع إن إن دي بي (الإنجليزية)